# Pekari białobrody
Pekari białobrody (Tayassu pecari, Tayassu albirostris) – gatunek pekari, występujący w Ameryce Południowej i Środkowej.
Zamieszkuje tropikalne lasy deszczowe. Żywi się głównie pokarmem zwierzęcym, w mniejszym stopniu roślinnym. Aktywny w nocy oraz w chłodniejszych porach dnia. Tworzy stada liczące do 200 osobników. Po 156–162 dniach ciąży samica rodzi dwa młode. Żyje do 15 lat.

## Taksonomia
Pekari białobrody opisał po raz pierwszy Johann Heinrich Friedrich Link w 1795 jako Sus pecari. Przeniesiony do monotypowego rodzaju Tayassu przez Gotthelfa Fischera von Waldheima w 1814.

### Podgatunki
Istnieje pięć uznanych podgatunków:
- T. p. pecari (Link, 1795)
- T. p. aequatoris (Lönnberg, 1921)
- T. p. albirostris (Illiger, 1815)
- T. p. ringens (Merriam, 1901)
- T. p. spiradens (Goldman, 1912)